# Bognor Regis
Bognor Regis (engelskt uttal: [ˌbɒɡnər ˈriːdʒɪs], även enbart: Bognor) är en stad och civil parish i grevskapet West Sussex i sydöstra England. Staden ligger i distriktet Arun, cirka 37,5 kilometer väster om Brighton och cirka 9,5 kilometer sydost om Chichester. Tätorten (built-up area) hade 68 408 invånare vid folkräkningen år 2021.
Staden var tidigare främst känd som badort.